# Hokus Pokus (film, 1953)
Pour les articles homonymes, voir Hokuspokus.
Pour plus de détails, voir Fiche technique et Distribution.
Hokus Pokus (titre original : Hokuspokus) est un film de procès ouest-allemand réalisé par Kurt Hoffmann sorti en 1953.
Il s'agit de la deuxième adaptation de la pièce de Curt Goetz par l'auteur lui-même qui est aussi l'acteur principal avec son épouse Valérie von Martens . La première réalisée par Gustav Ucicky date de 1930, Kurt Hoffmann en fera une autre en 1966.

## Synopsis
Agda Kjerulf est accusée du meurtre de son mari, le peintre malheureux Hilmar Kjerulf, lors d'une excursion en bateau. Après que son avocat démissionne, le mystérieux Peer Bille intervient en tant qu'avocat de la défense plein d'esprit et actif qui devient exposé comme l'amant de l'accusé et avoue le meurtre. Finalement, l'ami du juge, M. Graham, fait une découverte capitale et le procès prend une tournure inattendue.

## Fiche technique
- Titre français : Hokus Pokus[3]
- Titre original : Hokuspokus
- Réalisation : Kurt Hoffmann
- Scénario : Curt Goetz
- Musique : Franz Grothe
- Directeur artistique : Hermann Warm, Kurt Herlth
- Photographie : Richard Angst
- Son : Heinz Martin
- Montage : Fritz Stapenhorst
- Production : Hans Domnick
- Société de production : Domnick Filmproduktion
- Société de distribution : Herzog-Filmverleih
- Pays d'origine :  Allemagne de l'Ouest
- Langue : allemand
- Format : Noir et blanc - 1,37:1 - Mono - 35 mm
- Genre : Comédie
- Durée : 89 minutes
- Dates de sortie :
  -  Allemagne de l'Ouest : 1er septembre 1953
  -  Autriche : 1er octobre 1953
  -  Allemagne de l'Est : 28 mai 1954

## Distribution
- Curt Goetz : Peer Bille
- Valérie von Martens : Agda Kjerulf
- Hans Nielsen : le président de la Cour
- Ernst Waldow : le procureur
- Erich Ponto : Mr. Graham
- Elisabeth Flickenschildt : Kiebutz, témoin
- Joachim Teege : Munio Eunano, témoin
- Margrit Ensinger (de): Anna Sedal, soubrette
- Fritz Rasp : le majordome
- Mila Kopp (de) : la veuve
- Hugo Lindinger (de) : un juré
- Franz Grothe : le chef d'orchestre

## Production
Le tournage a lieu du 20 avril au 13 juin 1953 dans le studio de Göttingen et les environs de la ville.